# James McCarthy (fotbalista)
James Patrick McCarthy (* 12. listopadu 1990) je irský fotbalista, který hraje jako záložník.
Svou kariéru začal v Hamilton Academical, v roce 2009 za 1,2 milionu liber přestoupil do Wigan Athletic, za klub odehrál 120 zápasů a vstřelil 7 gólů. V sezóně 2012/2013 s klubem vyhrál FA Cup. Přestoupil do Evertonu, kde ho trápila různá zranění, včetně zlomeniny nohy, kvůli které nemohl hrát více než rok. Z Evertonu přestoupil do Crystal Palace a z něj do Celticu.
Narodil se ve Skotsku, ale reprezentoval Irsko. Prošel kategoriemi do 17, 18, 19 a 21 let. Za seniorskou reprezentaci debutoval 26. března 2011 proti Makedonii. Byl součástí týmu, který hrál na Mistrovství Evropy ve fotbale 2016.